# ستانسفيلد تورنر
ستانسفيلد تورنر (بالإنجليزية: Stansfield Turner)‏ هو ضابط أمريكي، ولد في 1 ديسمبر 1923 في هايلاند بارك في الولايات المتحدة، وتوفي في 18 يناير 2018 في سياتل في الولايات المتحدة.

## وصلات خارجية
- ستانسفيلد تورنر على موقع مونزينجر (الألمانية)
- ستانسفيلد تورنر على موقع إن إن دي بي (الإنجليزية)